# Сражение при Грунло (1672)
Сражение при Гру́нло (1672) — 10-дневная осада голландской крепости Грунло в ходе Голландской войны объединёнными силами Франции, Кёльна и Мюнстера, завершившаяся падением крепости.

## Ход сражения
После тайного договора в Дувре между Францией, Англией, Кёльнским архиепископством и Мюнстерским епископством против Голландской республики французские войска прошли через владения Мюнстера и Кёльна в испанские Нидерланды, обойдя голландскую оборону с юга и востока. Бернгард фон Гален, епископ Мюнстера, вторгся в Нидерланды 1 июня 1672 года в нескольких местах, заняв несколько городов (в том числе Энсхеде, Алмело и Боркуло) и осадив Грунло, где к его войскам присоединились французы и кёльнцы.
Грунло хорошо снабжался продовольствием, имел гарнизон из 600 солдат (в составе 10 пехотных рот и 1 кавалерийской компании) во главе с подполковником Густавом Тунгелем, батарею из 22 пушек на новых лафетах, а также крепостной ров, доказавший свою эффективность в осаде 1627 года. Однако численность осаждавших намного превышала численность гарнизона, что в итоге привело к капитуляции крепости через 10 дней. После этого осаждающие отправились к Девентеру и другим городам. Наиболее важные элементы укреплений Грунло были снесены Галеном, а оккупационные войска покинули город только в 1674 году.